# ビューチフルドリーマー
ビューチフルドリーマー (Beautiful Dreamer 血統書等での表記では「ビユーチフルドリーマー」) はイギリス産の繁殖牝馬。1908年に日本の小岩井農場が輸入した20頭の繁殖牝馬のうちの一頭であり、多くの活躍馬を送り出し、日本の一大牝系の祖となった。

## 経歴

### 日本への輸入の経緯
1904年に勃発した日清、日露両戦争を経て、欧米と日本の間における歴然とした軍馬の資質差が問題となり、この育種改良が喫緊の課題となった。1907年に馬政局が設置され、馬産振興を名目とした、日本における本格的な近代競馬が始まった。馬の生産は国家事業として各地の御料牧場が中心となったが民間においての生産も大いに奨励され、これを受けて三菱財閥が経営する、当時民間で最大の牧場だった小岩井農場がイギリスより種牡馬インタグリオーと20頭の繁殖牝馬を輸入する。その内に含まれていた1頭がビューチフルドリーマーである。購買価格は日本円で5500円で、これは現在の貨幣価値に換算しておよそ5億から6億円という大金であった（当時は日本円とポンドの貨幣価値に大きな開きがあったことによる）。購買に当たっては下総御料牧場長の新山荘輔が馬の選定を担った。一説には破産した牧場の繋養牝馬を丸ごと買い取ったともいわれているが、その真偽については定かではない。

### 産駒の活躍
輸入後、インタグリオーとの交配によって誕生した1番仔インタグリオ（血統名・第五インタグリオー）は目黒競馬場で行われた当時最高峰の競走、連合二哩をレコード勝ちするなどの活躍を見せ、ビューチフルドリーマーの購買価格を上回る7130円の賞金を稼ぎ出した。1919年生まれのスターリングは子馬の頃に4500円の高額で買われ、連合二哩に優勝して期待に違わぬ名馬と言われたが、後に競走中の事故で死亡した。そのスターリングに代わって登場した半妹のチェリーダッチェスは横浜の帝室御賞典をはじめ17勝をあげた。3番仔エチゴも大レースでの勝利こそなかったが、3度のレコード勝ちを記録し、帝室御賞典で2着と3着になるなど活躍し、6510円を稼いだ。チェリーダッチェスは繁殖牝馬となってから帝室御賞典勝ち馬のニッポンカイを産み、母娘二代の御賞典馬となった。
1921年9月25日に売却、以後転売不明となっている。

### 牝系の広がり
ビューチフルドリーマーの名をさらに高めたのは、ダイヤモンドウェッディングとの間に生まれた種義と、孫のバッカナムビューチーという2頭の牝馬である。
種義は繁殖牝馬として帝室御賞典優勝のキンテンや牝馬アストラル、ハクヨシを産み、さらにアストラルはカブトヤマ、ガヴアナーという2頭の東京優駿優勝馬、帝室御賞典優勝馬ロツキーモアーを輩出し、繁殖牝馬としても特筆すべき成績を残した。アストラルの牝駒の第参アストラル、雪義の2頭からは大きく牝系が広がり、前者は優駿賞年度代表馬タケホープと優駿牝馬勝ち馬タケフブキ姉弟を最も有名なものとして、オーハヤブサから派生した千代田牧場のワールドハヤブサ系のビクトリアクラウンやニッポーテイオー、タレンティドガール等が昭和50年代から60年代にかけて活躍した。雪義の子孫からは天皇賞馬エリモジョージや桜花賞馬エルプス、さらにエルプスの孫にGI競走3勝のテイエムオーシャンがいる。
また、ビューチフルドリーマーとインタグリオーの子、第三ビューチフルドリーマーからは、第5仔バッカナムビューチーの牝系から五冠馬シンザン、メイヂヒカリという2頭の顕彰馬、1954年の啓衆社賞年度代表馬ハクリヨウといった日本競馬史を代表する名馬が出ている。他にも第7仔ブライトンの牝系から菊花賞馬インターグシケンや桜花賞馬タマミが、第8仔ブランチの牝系からオークス馬ヒロヨシが出た。

### 現在
現在でもビューチフルドリーマーの子孫の活躍馬は数多い。2012年のヴィクトリアマイルをホエールキャプチャが優勝し、輸入から100年を経過した後も中央競馬のGI馬を出している。以上のようにビューチフルドリーマーの系統は現在に至るまで勢力を保っており、日本の貴重な在来牝系として、血統的にも未だ注目を集め続けている。
ビューチフルドリーマーが繋養されていた岩手県にある岩手県競馬では、その功績を記念した重賞競走ビューチフルドリーマーカップが施行されている。

## 主な牝系図
牝系図の主要な部分（太字はGI級競走優勝馬）は以下の通り。
- Royal Mare 1700年? ---No.12
  - （16代省略）
    - *ビューチフルドリーマー 1903 ---↓改行
      - 種義 1912
        - アストラル 1921 ---→アストラル牝系へ
          - 第参アストラル 1937
            - オーマツカゼ 1944
              - オーハヤブサ 1959 ---→オーハヤブサ牝系へ

---↓ビューチフルドリーマー牝系
- ビューチフルドリーマー 1903
  - 種義 1912
    - アストラル 1921（帝室御賞典、濠抽混合） ---→アストラル牝系へ
      - 第参アストラル 1937
        - オーマツカゼ 1944
          - オーハヤブサ 1959（優駿牝馬、福島3歳S） ---→オーハヤブサ牝系へ

    - 雪義 1931
      - マイラブ 1946
        - ミスミハル 1951
          - ヤマトマサル 1965
            - ハセマサル 1971（新潟記念）
              - ハセベルテックス 1984（フラワーC）

            - ハセカツマ 1973
              - リンドホシ 1985（京王杯スプリングC）

            - ハセオーマ 1975（オールカマー）
            - ハセシノブ 1977（オールカマー、新潟大賞典、新潟記念）
            - シルティーク 1981
              - レオダーバン 1988（菊花賞、青葉賞）

        - ミスミドリ 1955
          - クインエポロ 1964
            - ホクエイリボン 1973
              - フジイーグル 1981
                - メイショウテゾロ 1992（シンザン記念）

              - エルプス 1982（桜花賞、報知4歳牝馬特別、京王杯オータムH、テレビ東京3歳牝馬S、函館3歳S）
                - リヴァーガール 1991
                  - テイエムオーシャン 1998（桜花賞、秋華賞、阪神3歳牝馬S、札幌記念、チューリップ賞）

        - アサマクイン 1959
          - メジロマシュウ 1973
            - メジロアムール 1991
              - メジロブルネット 1999
                - ユーロビート 2009（マーキュリーカップ、金盃、東京記念2回）

      - グローリアス 1948
        - パッシングミドリ 1966
          - エリモジョージ 1972（天皇賞（春）、宝塚記念、シンザン記念、函館記念、京都記念・秋、京都記念・春、鳴尾記念）

  - 第三ビューチフルドリーマー 1917
    - オールスクエーア 1928
      - 第三オールスクエーア 1941
        - マシフジ 1952
          - カツラフジ 1958
            - タイガーフジ 1971
              - フジノムーリン 1982
                - スーパーセブン 1986（クイーン賞）
                  - ウインブレイズ 1997（鳴尾記念、カブトヤマ記念、福島記念）

          - フジイサミ 1961（中山記念、日本経済賞）

        - ノボリフジ 1953
          - フジプリンス 1968（東京ダービー、羽田盃、東京大賞典など）

        - ミスハクリユウ 1961
          - センキノー 1968
            - タクノチドリ 1984
              - タクノギャル 1991
                - ジョウテンブレーヴ 1997（マイラーズC、エプソムC、京阪杯、東スポ杯3歳S）

          - イーストサイド　1969
            - ピアレスレデイ 1979
              - アステオン 1996
                - ミヤビランベリ 2003（アルゼンチン共和国杯、目黒記念、七夕賞）

            - モガミチャンピオン 1985（カブトヤマ記念）

    - バツカナムビユーチー 1929
      - 第四バツカナムビユーチー 1940
        - シラハタ 1945
          - メイヂヒカリ 1952（中山グランプリ、菊花賞、天皇賞（春）、朝日杯3歳S、オールカマー）
          - クインメイジ 1953
            - クインズベイ 1969
              - アサカシルバー 1984（オールカマー）

        - カネユキ 1946
          - オーテモン 1955（天皇賞（秋）、日本経済賞、東京記念）

        - ニューモアナ 1949（毎日王冠）
        - ハクリヨウ 1950（菊花賞、天皇賞（春）、目黒記念（春）、毎日王冠、金杯、東京盃、カブトヤマ記念）

      - 第五バツカナムビユーチー 1941
        - オリオン 1948
          - カズヨシ 1954（皐月賞）
          - ブルースター 1960
            - ブルーアレツ 1975（安田記念）

        - ハヤノボリ 1949
          - オンワードスタン 1957（中山記念）
          - シンザン 1961（中央競馬クラシック三冠、有馬記念、天皇賞（秋）、宝塚記念、目黒記念（秋）、スプリングS）

        - ジツホマレ 1950（優駿牝馬）
          - フアストホマレ 1961
            - シンスター 1967
              - ワンダフル 1975
                - ユリカモメ 1980
                  - ミスマルコチャン 1988
                    - オカノスピカ 1995
                      - アストレアピース 2005
                        - ワンダーリーデル 2013（武蔵野S）

            - ミスバッカナム 1975
              - ホロトウルフ 1984（北海優駿、王冠賞、瑞穂賞、ジュニアカップ）

          - フアストビユーチー 1962
            - キャロンランバー 1972
              - ハドリセンプー 1988
                - エイティジャガー 2003（北海道2歳優駿）

          - クインビユーチー 1967
            - ミサキマリヌーン 1977（報知オールスターC）

    - ブライトン 1933
      - クリススム 1944
        - クリゾノ 1950
          - グランドフォード 1958
            - タマミ 1967（桜花賞、阪神4歳牝馬特別、京王盃スプリングH、スプリンターズS、クイーンC）

          - ホンマルクイン 1966
            - ハンキダイヤ 1976
              - タマモハッピー 1983
                - タマモイナズマ 1994（ダイヤモンドS）
                - タマモヒビキ 1996（小倉大賞典）

              - ツクバノーブル 1992
                - マイネルメダリスト 2008（目黒記念）

            - ヤマノシラギク 1979（京都大賞典、小倉大賞典）

      - アサライト 1953
        - キョウエイパンセ 1965
          - インターグシケン 1975（菊花賞、NHK杯、きさらぎ賞、金杯）

    - ブランチ 1934
      - ドリーマー 1945
        - タケサクラ 1953
          - キヨ 1957
            - ヒロヨシ 1963（優駿牝馬）
            - ハイポンド 1964
              - グリンホースメン 1970
                - メイシヨウエンゼル 1984
                  - メイショウハゴロモ 1993
                    - メイショウバトラー 2000（マリーンC、クラスターC、スパーキングレディーC、さきたま杯、かきつばた記念、シリウスS、サマーチャンピオン、プロキオンS、小倉大賞典）

牝系図の出典

## 血統表
| ビューチフルドリーマーの血統（バードキャッチャー系/Orlando 5×5=6.25%） | ビューチフルドリーマーの血統（バードキャッチャー系/Orlando 5×5=6.25%） | ビューチフルドリーマーの血統（バードキャッチャー系/Orlando 5×5=6.25%） | （血統表の出典）         | （血統表の出典） |
| 父 Enthusiast 1886 栗毛                                                | 父の父Sterling 1868 鹿毛                                               | Oxford                                                                 | Bird Catcher             | Bird Catcher     |
| 父 Enthusiast 1886 栗毛                                                | 父の父Sterling 1868 鹿毛                                               | Oxford                                                                 | Honey Dear               |                  |
| 父 Enthusiast 1886 栗毛                                                | 父の父Sterling 1868 鹿毛                                               | Whisper                                                                | Flat Catcher             | Flat Catcher     |
| 父 Enthusiast 1886 栗毛                                                | 父の父Sterling 1868 鹿毛                                               | Whisper                                                                | Silence                  |                  |
| 父 Enthusiast 1886 栗毛                                                | 父の母Cherry Dutchess 1871 鹿毛                                        | The Duke                                                               | Stockwell                | Stockwell        |
| 父 Enthusiast 1886 栗毛                                                | 父の母Cherry Dutchess 1871 鹿毛                                        | The Duke                                                               | Bay Celia                |                  |
| 父 Enthusiast 1886 栗毛                                                | 父の母Cherry Dutchess 1871 鹿毛                                        | Mirella                                                                | Gemma Di Vergy           | Gemma Di Vergy   |
| 父 Enthusiast 1886 栗毛                                                | 父の母Cherry Dutchess 1871 鹿毛                                        | Mirella                                                                | Lady Roden               |                  |
| 母 Reposo 1894 栗毛                                                    | 母の父Amphion 1886 栗毛                                                | Rosebery                                                               | Speculum                 | Speculum         |
| 母 Reposo 1894 栗毛                                                    | 母の父Amphion 1886 栗毛                                                | Rosebery                                                               | Ladylike                 |                  |
| 母 Reposo 1894 栗毛                                                    | 母の父Amphion 1886 栗毛                                                | Suicide                                                                | Hermit                   | Hermit           |
| 母 Reposo 1894 栗毛                                                    | 母の父Amphion 1886 栗毛                                                | Suicide                                                                | The Racatcher's Daughter |                  |
| 母 Reposo 1894 栗毛                                                    | 母の母Monotony 1881 栗毛                                               | See Saw                                                                | Buccaneer                | Buccaneer        |
| 母 Reposo 1894 栗毛                                                    | 母の母Monotony 1881 栗毛                                               | See Saw                                                                | Margery Daw              |                  |
| 母 Reposo 1894 栗毛                                                    | 母の母Monotony 1881 栗毛                                               | Orchestra                                                              | Trumpeter                | Trumpeter        |
| 母 Reposo 1894 栗毛                                                    | 母の母Monotony 1881 栗毛                                               | Orchestra                                                              | Overture F-No.12         |                  |

父Enthusiastは1889年の2000ギニーの優勝馬。母Reposoの甥（ビューチフルドリーマーの従弟）にドイツ最古の重賞競走ウニオンレネンの優勝馬Mondsteinがいる。